# Vražda

Roční počet vražd na 100 000 obyvatel v různých zemích světa (údaje z let 1995–2011)
0–1
1–2
2–5
5–10
10–20
>20

V právu se vraždou rozumí zločin spáchaný člověkem na jiné lidské bytosti, jenž způsobí smrt bez právního ospravedlnění (resp. v širším pojetí bez morálního ospravedlnění) a je vykonán s úmyslem zabít. Ve většině[zdroj?] zemí se jedná o nejzávažnější zločin a bývá trestán nejvyššími dostupnými tresty, v extrémních případech i trestem smrti.
Člověk, který úmyslně jinému člověku způsobí smrt, se nazývá vrah, zavražděný pak oběť. Vražda může být provedena formou pokusu, návodu, jako organizátor, nebo přímo jako pachatel. Úmysl k vraždě je přímý nebo nepřímý. Výzkumem chování vrahů, motivů k vraždám vedoucím a dalšími pojmy s vraždou spojenými se z psychologického hlediska zabývá forenzní (soudní) psychologie.

## Právní analýza vraždy
V obecném (římském, kontinentálním) právu je vražda definována jako protizákonné zabití jiného člověka se stavem mysli známým jako „zlý úmysl“.
První tři elementy jsou relativně přímočaré. Ovšem koncept „zlého úmyslu“ je složitější, protože nemusí nutně znamenat předběžnou úvahu. Jako formy „zlého úmyslu“ se rozlišují následující stavy mysli:
1. úmysl zabít,
2. úmysl způsobit vážnou tělesnou újmu blízkou smrti,
3. naprostá lhostejnost vůči neopodstatněně vysokému riziku pro život člověka, nebo
4. úmysl spáchat nebezpečný zločin (doktrína „zločin–vražda“).

U stavu mysli (1), tedy úmyslu zabít, se uplatňuje pravidlo smrtící zbraně. Tedy pokud obviněný úmyslně použije smrtící zbraň nebo nástroj proti oběti, toto použití zakládá hypotézu úmyslu zabít. Příkladem smrtící zbraně nebo nástroje je střelná zbraň, nůž, ale i automobil, pokud je úmyslně použit ke sražení oběti.
U stavu mysli (3), ..., musí zabití vzejít z takového jednání obviněného, které zahrnuje naprostou lhostejnost k lidskému životu a vědomou nedbalost ohledně bezdůvodného rizika smrti nebo vážného zranění. Příkladem je praxe v Kalifornii, kdy osoba může být obžalována a odsouzena za vraždu druhého stupně, pokud zabije jiného v případě, že řídí motorové vozidlo pod vlivem alkoholu, drog nebo jiných kontrolovaných látek.
U stavu mysli (4), doktríny zločin–vražda, musí být spáchaný zločin principiálně nebezpečným zločinem, například vloupání, žhářství, znásilnění, loupež nebo únos. Důležité je, že „podkladový“ zločin nemůže být méně závažným skutkem, jako je například napadení, jinak by všechna kriminální zabití byla vraždou, protože všechna kriminální zabití jsou zločinem.

## Kontroverze
Ve světě existují v mnoha ohledech odlišné právní a morální systémy. Proto existují i spory o tom, které činy jsou vraždou. Například interrupce je v právních systémech (a morálních učeních jednotlivých církví či filosofických systémech) různých států klasifikována různě – od mimořádně odpudivé vraždy po nezávadné jednání. Problém prochází i napříč státy a mění se i s časem. Řada odpůrců interrupcí považuje z morálního hlediska interrupci za vraždu, ačkoliv právní systémy jejich států ji jako vraždu nedefinují (a naopak).
Podobný problém je např. s kvalifikací euthanasie nebo udělováním trestu smrti za některé činy. Například trest smrti za odpadlictví od islámu, kodifikovaný v islámském právu Šaría je často kritizován. Stejně byly v minulosti v Evropě trestány i některé hereze, v mnoha státech také dodnes vlastizrada. Podstatou problému není obvykle zpochybnění definice vraždy, ale spory a nejasnosti ohledně definice člověka (například kdy se plod stává člověkem, jsou-li lidmi některá etnika nebo příslušníci jiných náboženství) a co je z morálního a právního hlediska náplní slova „oprávněné“ (je-li hlásání některých názorů hrdelním zločinem).

## Terminologie
Vícenásobný vrah je vrah, který má více obětí. Termín je často zaměňován s pojmem sériová vražda, která je však pouze jedním druhem vícenásobné vraždy. Stále probíhá především empirický výzkum, který přináší nové poznatky o páchaných zločinech a také jejich nové definice.

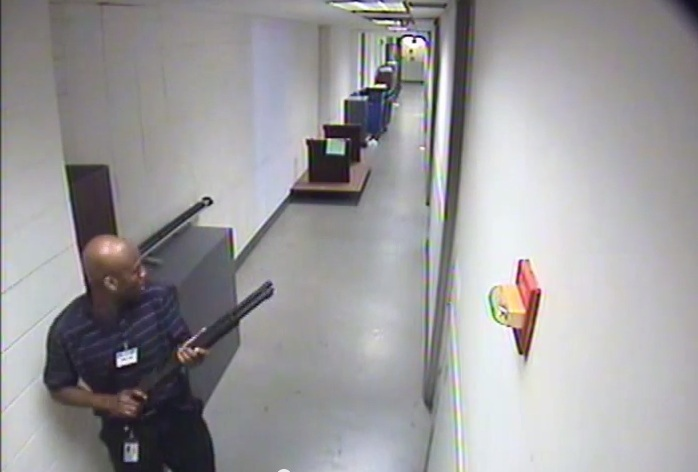
Aaron Alexis zavraždil 12 lidí v Navy Yard ve Washingtonu

V současné době rozeznává forenzní psychologie tři druhy vícenásobných vrahů:
- Masový vrah – FBI definuje masového vraha jako vraha, který spáchá čtyři nebo více vražd během jednoho incidentu, bez časového prodlení a bez časového úseku, vraždy jsou často spáchány na jednom místě.[4] Příkladem mohou být sebevražední atentátníci.
- Záchvatový vrah (Vrah na vražedné vlně)[5] – zločiny páchá v jednom spojitém (většinou krátkém) časovém intervalu a v určité lokalitě. Místa činů se však něčím liší. Příznačné je náhlé ukončení vražd, vrah se sám od sebe zastaví (vražedná vlna sama od sebe „vyšumí“).
- Sériový vrah – vraždí na různých místech v různých časových intervalech. Každý zločin je samostatným dílem, vrah může být aktivní i po velmi dlouhou dobu (sám od sebe s vražděním nepřestane).

Jiným druhem vraha je nájemný vrah. Soudní psycholog Slavomil Hubálek, který vyšetřil cca 50 z nich, uvedl, že v Česku po roce 1989 vznikl fenomén nájemných vrahů jako (ilegální) nové „povolání“ z důsledku poptávky tržního prostředí. Dále vyvrací, že by jejich chování bylo motivováno nějakou psychologickou indispozicí, která by je ovládala, ale toliko penězi – svou práci mají brát jako podnikání, své oběti nazývají klienty, mají většinou vyšší IQ, nejsou neurotičtí, nemají kriminální anamnézu a nestrádají organickým postižením mozku.
Dalším používaným termínem je justiční vražda – vražda spáchaná za pomoci soudního systému, zpravidla úmyslným vynesením rozsudku smrti v případě nevinného (resp. člověka, který se nedopustil zločinu, za nějž přísluší trest smrti).

### Použití termínu
V mnoha zemích, ve zprávách, z důvodu obviňování z pomluvy jsou novináři obecně opatrní, aby neidentifikovali podezřelého jako vraha, dokud nebude podezřelý z vraždy usvědčen soudem. Například po zatčení mohou novináři namísto toho napsat, že osoba byla „zatčena pro podezření z vraždy“, nebo po podání obžaloby jako „obviněný vrah“.
Odpůrci potratu považují potrat za formu vraždy. V některých zemích je plod právnickou osobou, kterou lze zavraždit, a zabití těhotné ženy je považováno za dvojnásobné zabití.

## Konkrétní právní systémy

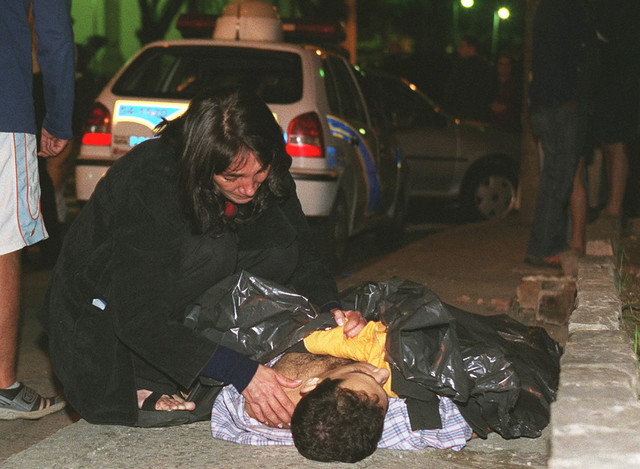
V Brazílii bylo mezi lety 1980 a 2004 spácháno 800 000 vražd

#### Rakouský trestní zákon (1852–1950)
Rakouský trestní zákon z roku 1852 byl platný také v českých zemích a v Československu do roku 1950.
Rozlišoval čtyři druhy vražd (§ 135); tyto druhy vražd se v běžném jazyce užívají stále:
1. Vražda úkladná, jež se děje jedem nebo jinak potměšilým způsobem.
2. Vražda loupežná, která se páše v obmyslu převésti na se cizí věc movitou násilnostmi proti osobě.
3. Vražda zjednaná, k níž někdo byl najat, nebo jiným způsobem od osoby třetí pohnut.
4. Vražda prostá, která nepatří k žádnému zde uvedenému těžkému druhu.

#### Trestní zákoník (2009)
Podle § 140 trestního zákoníku z roku 2009 je vraždou úmyslné usmrcení jiného člověka, za což hrozí trest odnětí svobody v základní trestní sazbě na deset až osmnáct let. Kvalifikované skutkové podstaty spočívají např. ve vraždě více lidí, těhotné ženy, dítěte mladšího 15 let, ve vraždě provedené zvlášť surovým nebo trýznivým způsobem apod., přičemž zde se již hranice trestní sazby pohybují jednak od patnácti do dvaceti let, nebo lze uložit výjimečný trest. I samotná příprava vraždy je trestná.
Kromě tohoto trestného činu zná trestní zákoník i trestné činy zabití (§ 141), vražda novorozeného dítěte matkou (§ 142) a usmrcení z nedbalosti (§ 143), kde jsou hranice trestních sazeb vzhledem k okolnostem nižší.

### Vražda v kanonickém právu
Vražda je trestná i podle norem kanonického práva (kán. 1397). Zvláštní tresty jsou stanoveny za vraždu papeže a biskupa (kán. 1370). V Kodexu kanonického práva je ustanovení o vraždě spojeno s ustanovením o interrupci. Podle kán. 1090 je překážkou manželství vražda nebo účast na vraždě předcházejícího manžela osoby, s níž chce pachatel uzavřít manželství.